# Eaton Hodgkinson
Eaton A. Hodgkinson (Anderton, 26 de fevereiro de 1789 — 18 de junho de 1861) foi um engenheiro inglês.
Foi pioneiro na aplicação da matemática a problemas de projeto estrutural.